# (1824) Haworth
(1824) Haworth es un asteroide perteneciente al cinturón de asteroides descubierto por el equipo del Indiana Asteroid Program de la universidad de Indiana desde el observatorio Goethe Link de Brooklyn, Estados Unidos, el 30 de marzo de 1952.

## Designación y nombre
Haworth recibió inicialmente la designación de 1952 FM.
Más adelante se nombró en honor del físico estadounidense Leland John Haworth (1904-1979).

## Características orbitales
Haworth orbita a una distancia media de 2,887 ua del Sol, pudiendo alejarse hasta 3,009 ua y acercarse hasta 2,764 ua. Tiene una excentricidad de 0,04248 y una inclinación orbital de 1,929°. Emplea 1791 días en completar una órbita alrededor del Sol.